# Matthias Ostrzolek
Matthias Ostrzolek (Bochum, Alemania, 5 de junio de 1990) es un futbolista alemán que juega de defensa en el TSV Schwaben Augsburg de la Bayernliga, donde también ejerce de entrenador.

## Selección nacional
Fue internacional con la selección de fútbol sub-21 de Alemania.

## Clubes

### Como jugador
| Club                  | País     | Año       |
| --------------------- | -------- | --------- |
| VfL Bochum II         | Alemania | 2009-2011 |
| VfL Bochum            | Alemania | 2011      |
| F. C. Augsburgo       | Alemania | 2012-2014 |
| Hamburgo S. V.        | Alemania | 2014-2017 |
| Hannover 96           | Alemania | 2017-2020 |
| F. C. Admira Wacker   | Austria  | 2021-2022 |
| VfB Hallbergmoos      | Alemania | 2023      |
| TSV Schwaben Augsburg | Alemania | 2023-     |

### Como entrenador
| Club                  | País     | Año   |
| --------------------- | -------- | ----- |
| TSV Schwaben Augsburg | Alemania | 2023- |